# Il ritmo (Mao e la Rivoluzione)
Il ritmo è il secondo singolo estratto da Sale, album d'esordio del gruppo musicale italiano Mao e la Rivoluzione, pubblicato dall'etichetta discografica Virgin Music nel 1996.

## Tracce
CD promo
1. Il ritmo – 4:03

## Crediti
Testo di Mauro “Mao” Gurlino. Musica di Mauro “Mao” Gurlino e Matteo Salvadori.

## Formazione
- Mauro “Mao” Gurlino: voce, chitarra acustica
- Matteo Salvadori: chitarra elettrica
- Gianluca “Mago” Medina: basso
- Paolo “Gep” Cucco: batteria, campionatore
- Federico Bersano Begey: campionatore